# Jean Noël de Soye
Jean Noël de Soye (né à Marseille en 1955) est un photographe français.

## Biographie

### Origines familiales
Jean Noël de Soye appartient à une famille de l'ancienne bourgeoise française. Selon Philippe du Puy de Clinchamps elle est originaire du Luxembourg, s'est établie en Comtat Venaissin et elle s'appelait autrefois Deniée. Ou alors elle serait originaire du département du Nord puis installée à Toulon. La famille de Soye appartient à la noblesse pontificale sur un titre de comte romain de 1882 (titre contesté car personnel, écrit Philippe du Puy de Clinchamps). Ses armoiries sont D'argent, à deux bars adossés d'azur. Elle compte parmi ses membres des négociants, un directeur des subsistances de la Marine, un intendant militaire, etc.
Cette famille est représentée au Jockey Club de Paris.

### Carrière professionnelle
Jean Noël de Soye abandonne des études de sciences pour se consacrer à la photographie.
En 1984, il commence à travailler sur les Gitans et le flamenco en Andalousie, et rejoint l’agence Rapho. Ses reportages en couleur sont alors publiés par plusieurs magazines (Géo, L'Express, Le Monde, Le Sunday Times, Stern, Traveler, Vogue, etc.)
« Venise » (1992-1999) est son premier projet personnel en noir et blanc. Errance dans un labyrinthe mystérieux, insaisissable, souvenirs du cinéma réaliste italien, ce portrait intimiste de la ville fait l’objet d’un grand nombre de parutions en Europe. Il est exposé au Festival Biarritz, Terres d’Images.
En 2000, il rencontre Jémia et Jean-Marie Gustave Le Clézio, avec qui il parcourt l’Ouzbékistan. La lecture du Chercheur d'or, titre phare de cet écrivain, lui inspire Je me souviens de Véronique Angela Zettor, récit de voyage à La Réunion.
En 2008, il ouvre à Paris la galerie  de photographie in camera.
Dès ses débuts, il s'inspire des voyages (Amérique du Sud, Asie).
Proches de l’univers de la photographie humaniste, les images de Jean Noël de Soye ont une qualité narrative où affleure l’émotion. Elles sont souvent accompagnées d’un texte d’écrivain : Michel Del Castillo, Régis Jauffret, Donna Leon, Jorge Semprún, Anne Wiazemsky. Tout en maintenant des collaborations avec des magazines, Jean Noël de Soye poursuit ses projets personnels, orientés vers l’édition, les expositions et la vente de tirages de collection.